# Courdimanche-sur-Essonne
Courdimanche-sur-Essonne är en kommun i departementet Essonne i regionen Île-de-France i norra Frankrike. Kommunen ligger i kantonen Milly-la-Forêt som tillhör arrondissementet Évry. År 2022 hade Courdimanche-sur-Essonne 279 invånare.

## Befolkningsutveckling
Antalet invånare i kommunen Courdimanche-sur-Essonne
| Referens: INSEE |